# Diakonissenhaus Zion (Aue)

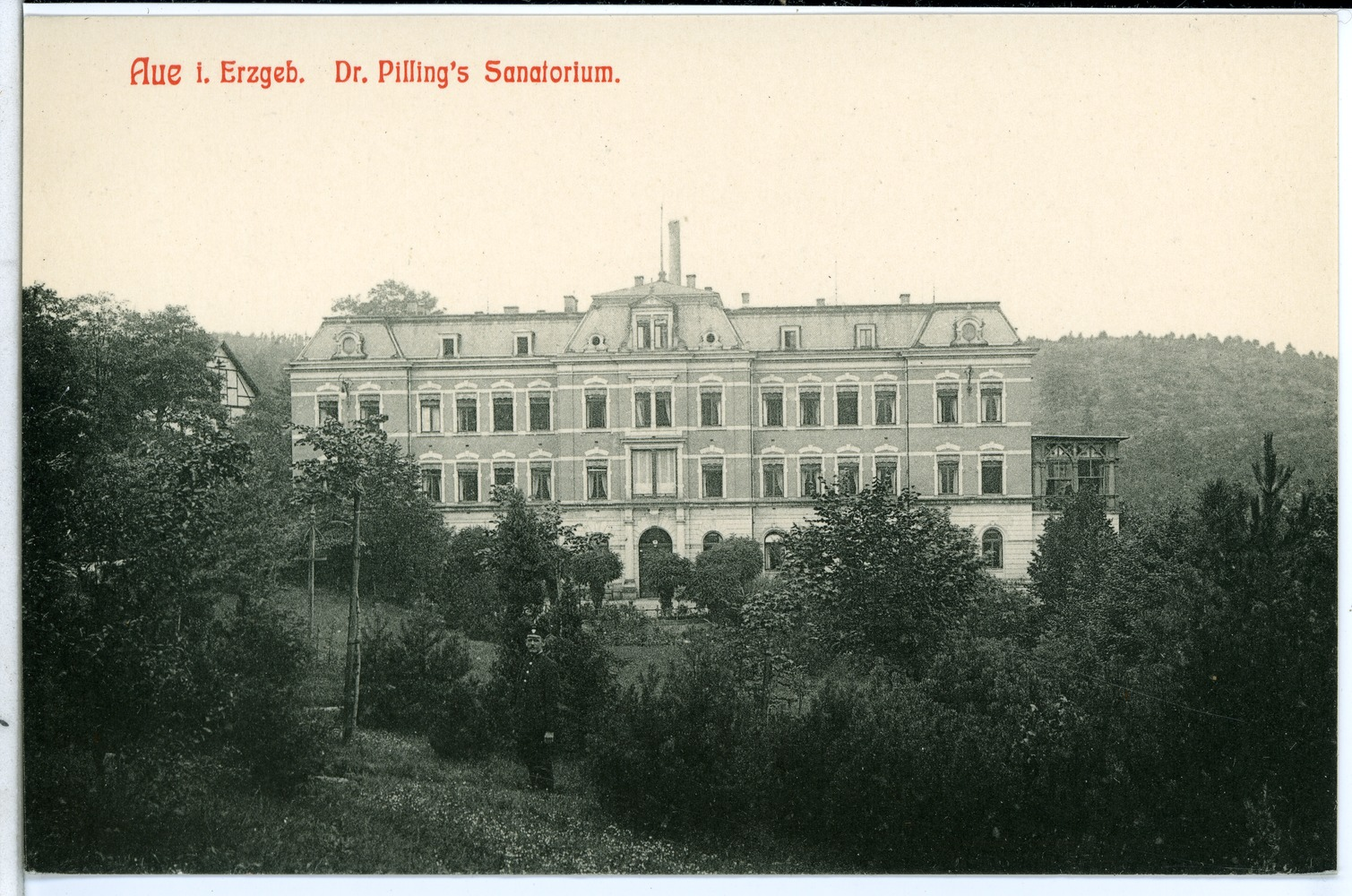
Dr. Pillings Sanatorium, 1909

Das Sächsische Gemeinschafts-Diakonissenhaus ‚Zion‘ in Aue ist eine soziale Einrichtung innerhalb der Evangelisch-Lutherischen Landeskirche Sachsen und Mitglied im Diakonischen Werk Sachsen. Es befindet sich in der Stadt Aue-Bad Schlema und gehört zum Bund Deutscher Gemeinschafts-Diakonissen-Mutterhäuser. Entstanden ist es aus einem Ende des 19. Jahrhunderts an dieser Stelle errichteten Privat-Sanatorium. Die gesamten Bauten auf dem Gelände, die vor 1990 errichtet worden sind, stehen seit den späten 1990er Jahren unter Denkmalschutz.

## Lage
Das Bauensemble steht am nordöstlichen Rand des Zentrums vom Stadtteil Aue  und hat die Adresse Schneeberger Straße 98. Die Verkehrswege Floßgrabensiedlung, Zion, Beethovenstraße (mit einem kleinen Park dazwischen) sowie ein namenloser Fußweg am südlichen Rand einer Kleingartenanlage begrenzen das bebaute Gelände, das sich in Hanglage befindet.

## Geschichte

### Gründung eines Sanatoriums in Aue

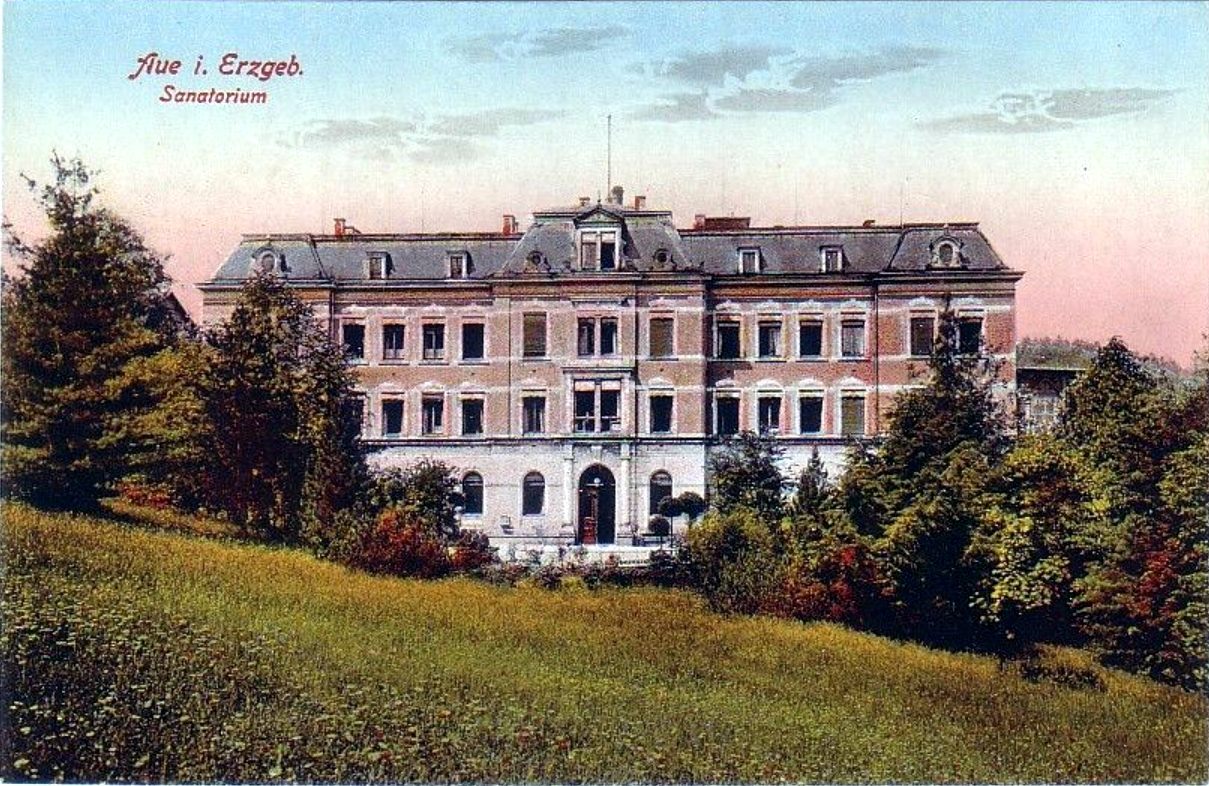
Ansicht der Heilanstalt in Aue auf einer historischen Ansichtskarte aus dem Beginn des 20. Jahrhunderts

Im Jahr 1893 ließ der Arzt Ernst Pilling an der Schneeberger Straße in Aue eine Heilanstalt bauen, die den Namen Privat-Anstalt in Aue von Dr. Pilling und Dr. Köhler erhielt. Johannes Paul Köhler war ein praktizierender Arzt mit Sitz in der Auer Bahnhofstraße, stieg aber offenbar als Compagnon bald aus der Heilanstalt aus, denn im Jahr 1907 führt das Auer Adressbuch die Einrichtung nun als Orthopädische und Wasser-Heilanstalt Dr. Pilling.
Die Heilanstalt war ein Sanatorium für bessere Gesellschaftsschichten, bestehend aus einem Haupthaus und drei kleineren einzelnen villenartigen Gebäuden samt Maschinen und Heizanlage. Die Pillingschen Kurangebote umfassten Wasser-, Dampf-, Moor- und galvanische Bäder, gymnastische Übungen zur Mobilisierung versteifter Gelenke, Massagen, Diät- und Liegekuren. Um das Jahr 1900 wurde die Einrichtung folgendermaßen beschrieben: „Es ist dies eine allseitig freiliegende, von Staub und Ruß unbehelligte, inmitten eines großen Parks gelegene, sich an Wälder und Felder unmittelbar anschließende chirurgische Wasser-Heilanstalt.“
Nach dem Ersten Weltkrieg und der folgenden Inflation kamen immer weniger Personen in das Sanatorium, es musste 1924 verkauft werden und 1926 schließen. Für sein stadtbedeutendes Engagement mit dem Bau und der Führung des Sanatoriums erhielt Ernst Pilling den Titel Sanitätsrat, den Titel Ritter eines kaiserlichen Ordens und trug noch weitere Titel (=pp).

### Gründung des Diakonissenhauses in Rathen
Das Diakonissenhaus hat seinen Ursprung in Rathen in der Sächsischen Schweiz und wurde auf Initiative des Vorstandes des Sächsischen Diakonissen-Gemeinschaftsverbandes am 20. November 1919 gegründet. Der Gründung ging folgender öffentlicher Aufruf voraus: „Wir haben uns nach ernstem Gebet und reiflicher Überlegung entschlossen, ein eigenes Diakonissenhaus ins Leben zu rufen. Unser Volk braucht in seinen schweren Nöten (=die Zeit nach dem Ersten Weltkrieg und der Weltwirtschaftskrise) mütterliche Helferinnen.“ Daraufhin meldeten sich zunächst sieben Frauen, die in dieser Zion-Gemeinschaft tatkräftig mitarbeiten wollten. In der folgenden Zeit traten jährlich zwischen 25 und 30 Frauen dem neuen Diakonissenverein bei. Der Platz in der Siegburg in Rathen reichte bald nicht mehr und die Leitung suchte nach einer Unterkunft mit mehr Platz. Sie erfuhr von dem frei werdenden Sanatoriumskomplex in Aue und kaufte 1924 die Anlage. Das erste Diakonissenhaus in Rathen, die Friedensburg, trug an seinem weithin sichtbaren runden Turm die Aufschrift „Erholungsheim Zion“.

### Umzug der Diakonissen nach Aue
Im Jahr 1924 waren alle Vorbereitungen für einen Umzug in das Erzgebirge abgeschlossen und die Schwesternschaft bezog in der Industriestadt Aue ihr neues Mutterhaus. So konnten nun wieder junge Diakonissenschülerinnen aufgenommen werden und die Schwestern führten ihre erweiterte Gästearbeit für täglich um 120 Gäste fort: mit Seelsorge und Verkündigungsdiensten für Frauen, Mädchen und Kinder in Kirchgemeinden, als Krankenschwestern in Krankenhäusern, als Pflegerinnen in Alten- und Behindertenheimen sowie als Servicekräfte in der Gästebetreuung und in der Hauswirtschaft.
Im Jahr 1926 hieß die Einrichtung laut Eintragung im Adressbuch Erholungsheim des Gemeinschaftsvereins im Freistaat Sachsen e. V. Ende der 1920er Jahre war sie Erholungsheim und Diakonissenhaus „Zion“ des Gemeinschafts-Vereins e. V. Sachsen, Aue. In diesem Namen kommt zum Ausdruck, dass die Sanatoriumsangebote in Form eines Erholungsheims weitergeführt wurden; die Anstalt warb mit „Vorzüglich geeignet für: Liegekuren im großen Park, Liegehallen und bequemen Liegestühlen. Badekuren, einfache und medizinische Bäder im Hause. Eigenes Badehaus“.
Für die angebotenen Dienste waren zahlreiche Diakonissen, Schwestern und Diakonissenschülerinnen sowie Hilfskräfte in dem Gebäude einquartiert (mehr als 30 werden im Adressbuch 1926 namentlich aufgeführt.)

### Gästearbeit und Zwischennutzung von 1933 bis 1990
In der Zeit des Nationalsozialismus wurde anfangs die Gästearbeit stark reduziert, die Einrichtung nannte sich schlicht nur noch Sächsisches Gemeinschafts-Diakonissenhaus Aue im Erzgebirge. Die Zusätze Erholungsheim und Zion verschwanden nun aus dem Namen.
Ab 1939 fand keine Gästearbeit mehr statt, weil das Haupthaus zu einem Hilfskrankenhaus umgewandelt wurde. Ab etwa 1941 wurde es zum Reservelazarett Oberschlema, Teillazarett Aue, dessen Chefarzt Dr. Ziegler war. Bis zu 200 Militärangehörige mit schwersten Verletzungen wurden hier operiert und gepflegt.

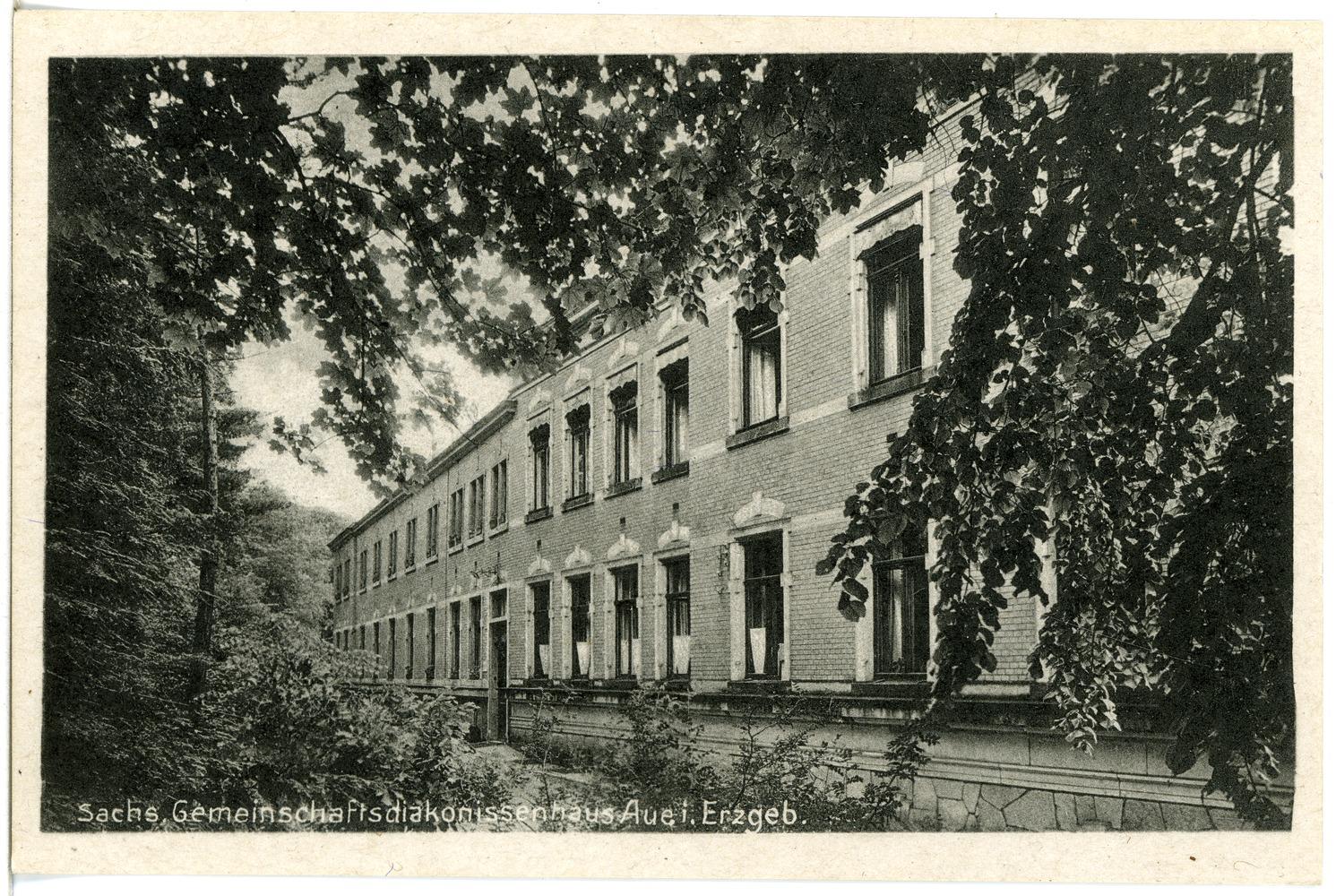
Sächsisches Gemeinsch. Diakonissenhaus,
Verlag Brück & Sohn, 1943

Auf einer Ansichtskarte aus dem Jahr 1943 wird nur auf das Sächsische Gemeinschafts-Diakonissenhaus verwiesen (siehe Bild). – In der gesamten Zeit hatten sich die 249 Diakonissen (Angabe aus dem Jahr 1946) in Nebenräumen und Nebengebäuden eingerichtet und ihre Aufgaben eingeschränkt. Sie führten beispielsweise nach einer Vereinbarung mit der evangelischen Kirchengemeinde St. Nicolai in Aue den Christenlehreunterricht für einen Ortsteil durch. Auch Kinderbibelwochen, Jugend- und Freizeitaktivitäten, Seminare und Schulungen sowie Gottesdienste wurden organisiert.
Nachdem der Zweite Weltkrieg zu Ende war, schloss das Lazarett; im Jahr 1946 wurde dafür eine in Ostpreußen 1927 im Armenhaus der Stadt Tilsit gegründete und nun geflüchtete Kinderklinik in die Gebäude eingewiesen.
Deren Leitung hatte der Kinderarzt Dr. Gabriel, die Einrichtung unterstand organisatorisch dem neuen Staat (Sowjetische Besatzungszone). Ab 1949 ging die Klinik in die Verantwortung der neu gegründeten DDR über. Die Kinderklinik belegte das ganze Haupthaus sowie das Haus Tabor (damals Sonnenscheinhaus, den Ostflügel). Die Klinik etablierte sich hier, wurde stetig ausgebaut, technisch modernisiert und zog erst nach der deutschen Wiedervereinigung 1996 direkt in das Städtische Krankenhaus.
Den Diakonissen stand der Westflügel mit dem Andachtssaal, der auch als Speisesaal diente, zur Verfügung, weswegen ständig umgeräumt werden musste. In den oberen Etagen waren die Ruhestandschwestern untergebracht. Im damaligen Jugendhaus (heute Haus am Park) wohnten die jungen Schwestern und Schülerinnen. – Trotz aller Probleme war es möglich, mit staatlicher Hilfe in den 1970er Jahren den Anbau eines Gebäudes, Haus Emmaus, zu realisieren. 1985–1987 kam ein weiterer Anbau, Haus Bethanien mit Speisesaal und Gästezimmern hinzu. Anlass für die Bauarbeiten war, dass der Küchenanbau wegen nicht mehr ausreichender Tragfähigkeit der Fundamente erneuert werden musste. Mit der 1987 erfolgten Einweihung entspannte sich die Situation sehr. Im neuen Gebäude wurde die Kapelle eingerichtet. Die meisten Diakonissen arbeiteten und lebten jedoch außerhalb des Mutterhauses, einige wohnten mit im Jugendhaus oder im Westflügel, manche auch ganz außerhalb der Anlage (bei Privatpersonen).

### Nach der deutschen Wiedervereinigung
Die verbliebenen Diakonissen, die Schwesternschaft, erhielt im Jahr 1993 Zuwachs durch 19 junge Frauen, die den Zionsring gründeten, hier einzogen und mitarbeiteten. Nach dem Wegzug der gesamten Kinderklinik in das Klinikum Aue wurde das Haupthaus wieder frei und mithilfe von Zuschüssen des Freistaats Sachsen konnte es bis 1999 gründlich renoviert werden.
Die eigenen älter gewordenen Diakonissen betreiben und belegen seit 1999 das Altenpflegeheim Abendfrieden für 50 Personen in zwei Gebäuden – dem Haus am Park sowie dem Haus am Floßgraben. Sie gründeten Anfang der 2000er Jahre einen ambulanten Pflegedienst. Alle Bewohnerinnen des Altenpflegeheimes können hier bis zu ihrem Lebensende wohnen bleiben und sind auch gern als Ehrenamtliche tätig. Im Jahre 2002 wurden vier Frauen als Diakonissen/Zionsschwestern neu aufgenommen.
2016 erfolgten Restaurierungs- und Ergänzungsarbeiten an den Gebäuden auf dem Gelände, beispielsweise wurden ein hoch über die Anlage verlaufender Verbindungssteg zwischen dem Haupthaus und dem Haus am Floßgraben errichtet sowie Putz- und Dacherneuerungsarbeiten ausgeführt. Schließlich haben die Diakonissen im Jubiläumsjahr ihrer Gründung, 2019, auch einen Hospizdienst eröffnet. Für die Betroffenen und ihre Angehörigen veranstalten die Schwestern für die Hospizgruppe Zion auch regelmäßig Letzte Hilfe-Kurse.
Im Oktober 2022 hat sich das Management des Diakonissenhauses erfolgreich an einem vom Landkreis Erzgebirge ausgeschriebenen Ideenwettbewerb zur Anlage eines Vater-Unser-Erlebnis- und Wanderweges auf dem eigenen Gelände und entlang des Floßgrabens beteiligt. Als Ziele wurden genannt: „Vermittlung christlicher Grundwerte, die jedermann zugänglich sind (vergl. Artikel 4 des GG), aber im Besonderen die christliche Bevölkerung Sachsens (rund 25 %) anspricht und auch der Konfirmandenarbeit dient“. Acht Stationen sollen errichtet werden, an denen künstlerisch gestaltete Skulpturen von erzgebirgischen Holzbildhauern aufgestellt werden. Neben jeder Stele soll ein kurzer Text die Nutzer des Weges über einen Abschnitt des Gebetes informieren. Zur Realisierung werden 10.000 Euro bereitgestellt.

## Organisatorisches
Geleitet wird das Diakonissenhaus Zion Aue von einer Oberin der Schwesternschaft (2024 aktuell: Karin Hezel), die zugleich Vorstandsvorsitzende des Sächsischen Gemeinschafts-Diakonissenhauses ZION e.V. ist. Außerdem gibt es den Einrichtungs- und Verwaltungsleiter (2024 aktuell: Michael Neubert), ebenfalls Mitglied des Vorstandes. Ihnen zur Seite stehen ein Diakon, eine Prädikantin und zwei Schwestern.
Im Jahr 2023 waren insgesamt in dem Diakonissenhaus 100 Personen beschäftigt.

## Baubeschreibung

### Überblick
Die Immobilie besteht aus dem dreiflügeligen Haupthaus (E-förmiger ursprünglich symmetrischer Grundriss, zirka 42 m × 20 m), dem nordwestlichen Anbau (31 m × 9 m), der Villa Pilling (quadratischer Grundriss, etwa 16 m Seitenlängen; Wohnhaus im Fachwerklook für die Familie des Sanatoriumsdirektors Pilling, Adresse Schneeberger Straße 100), dem Haus Nazareth sowie weiteren Wirtschaftsbauten und den Freiflächen zwischen den Gebäuden.
Die gesamte bauliche Anlage ist ein „repräsentatives Ensemble des Historismus mit medizinhistorischer Geltung“ und steht unter Denkmalschutz (Obj. 09304772).
Zur Gesamtanlage, deren Hauptbauten in den Jahren 1893 bis 1896 errichtet wurden, gehör(t)en des Weiteren:
- ein dreigeschossiges Kutscherwohnhaus, umgestaltet zu einem Gästehaus (Haus Nazareth),
- eine Remise, umgestaltet,
- die in den 1980er Jahren angebaute Kapelle,
- Maschinenhaus und Heizung,
- Gewächshäuser.

Alle Dächer sind mit Schieferplatten wetterfest gedeckt. Die Dächer haben meist die Form eines Mansardwalmdaches.
Die Freiflächen zwischen den Häusern sind mit Kieswegen verbunden und mit Rasenflächen aufgelockert.

### Haupthaus

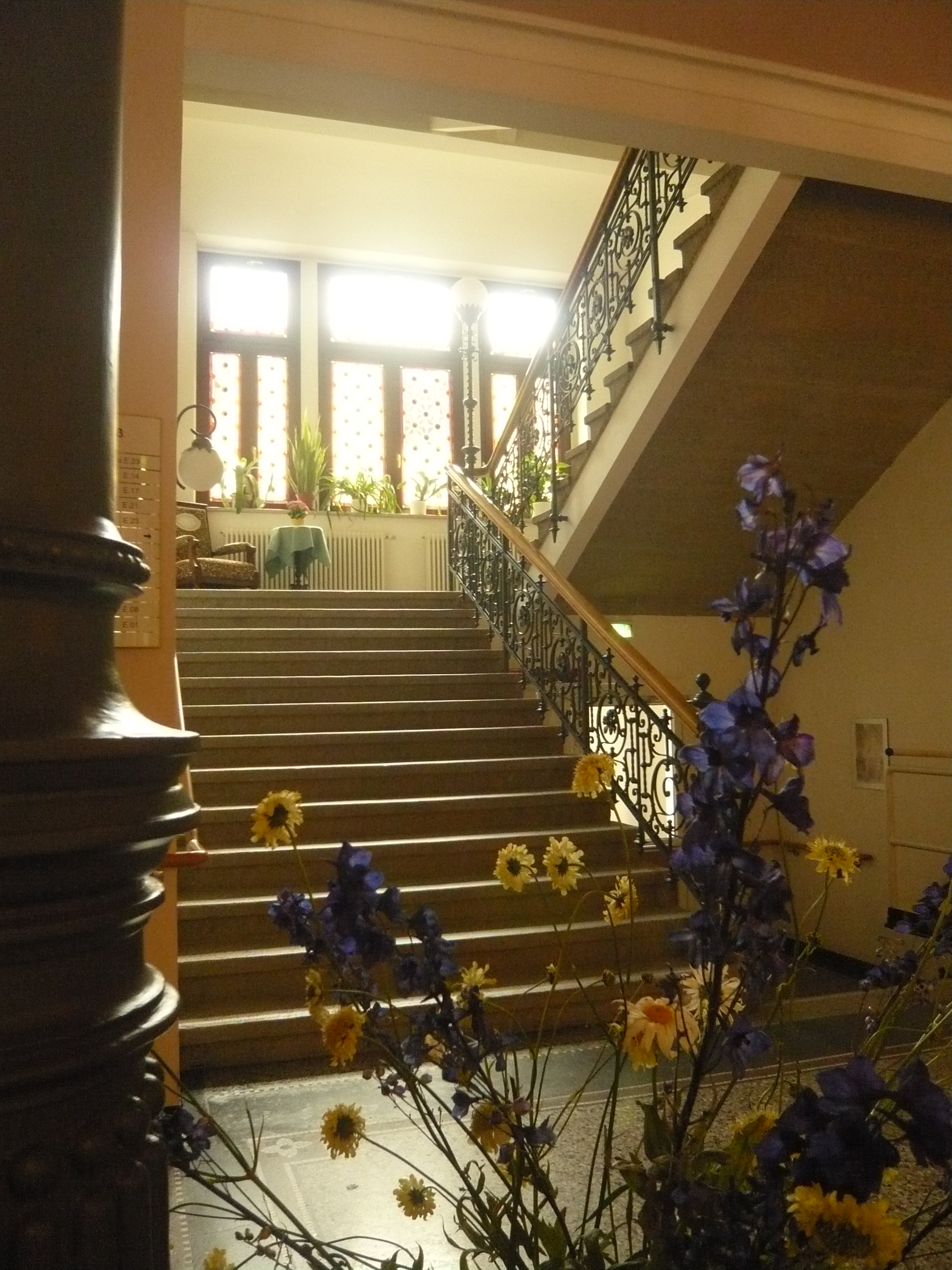
Blick in den Eingangsbereich des Haupthauses und in das Treppenhaus (2010)

Das Haupthaus im Stil des Historismus ist ein viergeschossiger ziegelsichtiger Bau mit ausgebautem Dachgeschoss in 15 Achsen. In einem Mittelrisalit findet sich ein Rundbogenportal, eingefasst von zwei Ziersäulen. Alle Erdgeschossfenster zur Hangseite hin sind rundbogig. Die Fenster in der zweiten bis vierten Etage sind hochrechteckig und mit weißen Elementen umrahmt. Das Haupthaus war das eigentliche Sanatorium mit den entsprechenden Behandlungsräumen und einer Verada nach Osten. Durch die Ausrichtung seiner Hauptachse von Nordwest nach Südost an der Hangschräge sind die oberen Teile des Hauses dreigeschossig, die unteren – wie oben dargelegt – viergeschossig.

### Kapelle

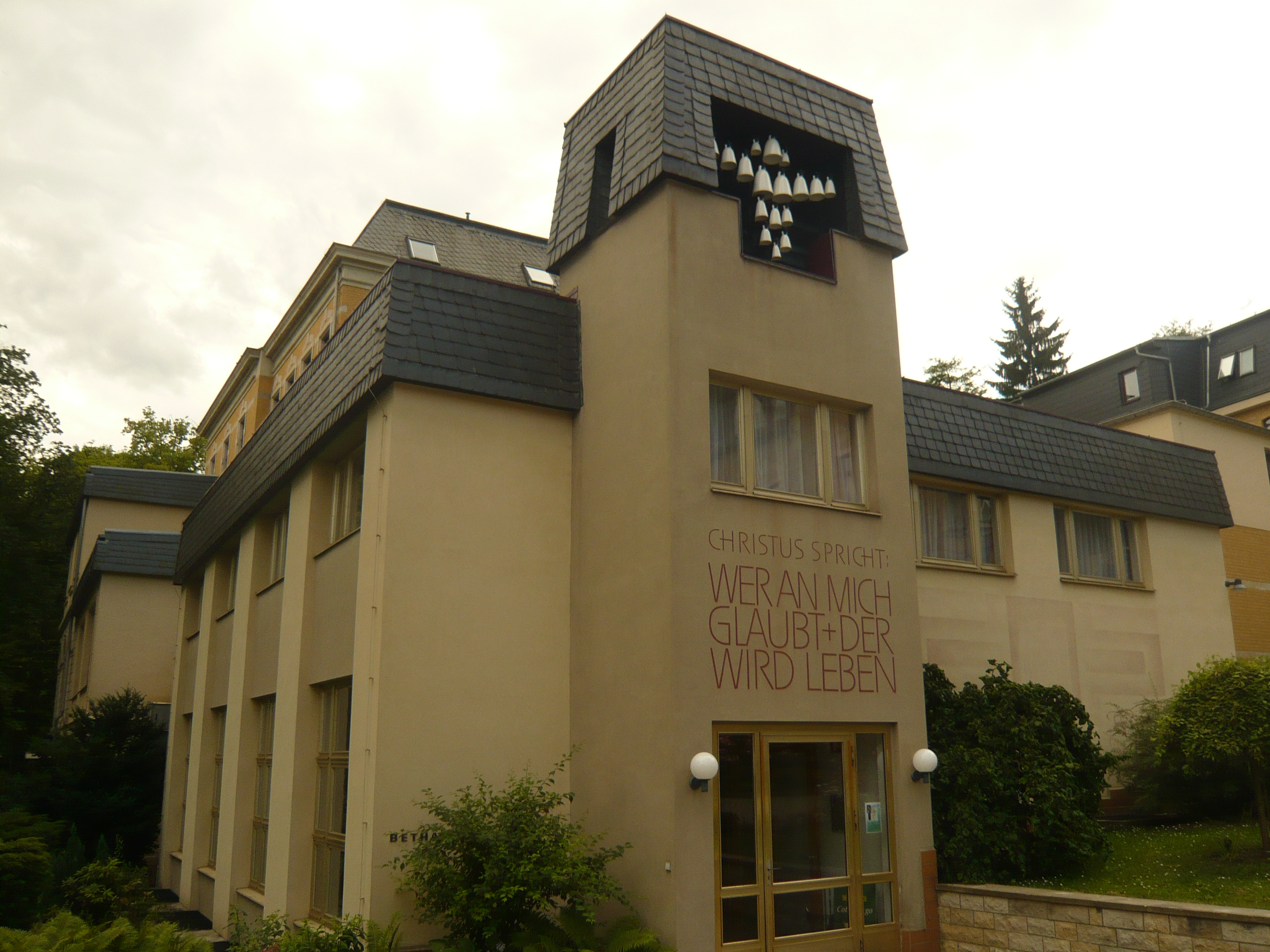
Kapellenanbau

Die Kapelle, im Ensemble Haus Bethanien, trägt an einem 1990 errichteten turmähnlichen Aufbau ein Porzellanglockenspiel, bei dem die 17 Glocken in Form des gekreuzigten Christus‘ in einer Mauernische im Dachbereich angeordnet sind. Es wurde im Jahr 1955 für eine andere Einrichtung gebaut, aber 1990 hierher versetzt und wird mittels eines Computers ferngesteuert gespielt. 
Über dem gesonderten seitlichen Eingang ist im Putz das Zitat aus dem Johannesevangelium „Wer an mich glaubt, der wird leben“ eingearbeitet. Der Bau ist etwa 14 Meter breit, 16 Meter lang, rund 6 Meter hoch und mit einem Flachdach abgeschlossen.
Im Inneren befindet sich ein einziger Andachtsraum, der Große Zionssaal, mit glatten weißen Wänden, der im oberen Bereich eine Reihe Fenster mit Tageslichteintritt aufweist. Eine Fensterseite trägt blaues Fensterglas ohne gesonderten Schmuck. Die Altarseite auf einem durchgängigen Podium ist mit einem Kruzifix an der Wand und einem einfachen Altartisch geschmückt. Zwei Reihen hölzerne Stühle mit einem breiten Mittelgang stehen für die Besucher in acht Blöcken auf einem Parkettfußboden. Die Decke der Kapelle wird von drei Paar leichten runden Säulen flächig gestützt, die rundherum mit schmalen bräunlichen Riemchen verkleidet sind. Eine leichte Wölbung der Decke und eine gebrochene (weiße) Deckenfläche verhindern Halleffekte bei den Verrichtungen.
Auf der dem Außeneingang entgegengesetzten Seite ist an der südlichen Innenwand eine kleine Orgel installiert.

### Haus Nazareth
Das Haus Nazareth (im Einleitungsbild zweites von rechts) erhielt einen gesonderten Denkmalschutzstatus (Obj. Nr. 08957496). Das zweigeschossige Gebäude trägt auf der Hangseite Fachwerkbalkons und wird als Einzeldenkmal aus dem Baujahr 1893 geführt. Inzwischen verfügt das Haus über 20 Gästezimmer sowie 6 Gruppenräume und wird nur noch als Gästehaus genutzt; der Balkon konnte in den 2010er Jahren denkmalgerecht restauriert werden.

### Weitere Ensembleteile
- Zionshöhe
- Der in den 1980er Jahren ebenfalls errichtete südöstliche Anbau des Haupthauses wird Haus Bethanien genannt und beherbergt unter anderem den großzügigen Speisesaal. Ein Teil davon ist die Kapelle mit dem Großen Zion-Saal. Dieser Raum samt Elektrik konnte 2015 mithilfe von Spendengeldern instand gesetzt werden.[27]

Weitere Neubauten in den 2000er Jahren ??
- Ein Spielplatzbereich mit Klettertürmchen, Rutsche und einem Tischtennisplatz vervollständigen die Anlage.